# Luís Leal dos Anjos
Luís Leal dos Anjos, född 29 maj 1987 i Arrentela, Setúbal är en fotbollsspelare som spelar för Newell's Old Boys. Han spelare som anfallare.

## Karriär
Luís Leal började spela fotboll för Sporting Lissabon innan han efter fyra år flyttade till Cova de Piedade. Efter några säsonger i den portugisiska fjärdedivisionen flyttade Leal vidare till Atlético Clube de Portugal. Det blev bara en säsong där och nästan klubb blev Moreirense FC där det även där bara blev en säsong.
För sommaren 2010 skrev han sedan på för Estoril Praia. Och, ja det blev bara en säsong i Estoril Praia för sommaren 2011 skrev ha på för Primeira Liga-laget UD Leiria. Han gjorde sin debut i den portugisiska högstaligan i en match mot Académica som slutade med en 1-2-förlust.
UD Leiria åkte ner i andra divisionen samtidigt som Estoril Praia tog steget upp till högsta divisionen. Detta gjorde att Luís Leal flyttade tillbaka till Estoril Praia. Där han under säsongen 2012/2013 varit väldigt bra. Han stod bland annat för ett hat-trick i matchen CS Marítimo.